# LOVE SCENARIO
「LOVE SCENARIO」（ラブ・シナリオ、朝鮮語: 사랑을 했다）は、iKONの楽曲。
韓国語版は2018年1月25日に発売の韓国2ndアルバム「RETURN -KR EDITION-」に初収録された。
日本語版は2018年6月1日に配信シングルとして発売され、同年9月26日に発売の日本2ndアルバム「RETURN」、2019年2月27日に発売の日本3rdアルバム「NEW KIDS」にも収録された。
日本での表記は、日本語版が「LOVE SCENARIO -JP Ver.-」、韓国語版が「LOVE SCENARIO」。

## 概要
2017年からiKONのプロジェクト「NEW KIDS」が始動。その第2弾として、2018年1月25日に発売されたアルバム『RETURN』に本曲が収録された。
本曲を作詞作曲したB.Iは「映画『ラ・ラ・ランド』からインスピレーションを受けて作った。淡々としていて、目では泣いているけど、口では笑っているような感情を込めて、子どものように純粋な気持ちで作った」と制作時のエピソードを語っている。さらに、作詞に参加したBOBBYは「歌詞を書いてB.Iに見せたら、『僕が言いたかったことだ』とすごく喜んでくれて、一発でOKが出た」と当時の喜びを語った。

## 影響
「LOVE SCENARIO」は歌詞とメロディーが分かりやすいため、特に幼稚園児や小学生からかなりの人気を博した。曲の内容が不適切であり、生徒がキャッチーな曲に中毒の兆候を示しているため、一部の小学校では、生徒が教室で本曲を歌うことを禁止している。
2019年3月に、フォートナイトでのゲーム内エモートが作られ、プレイヤーはEpic Gamesとサムスン電子のパートナーシップを通してGalaxy S10シリーズのスマートフォンを購入することで入手できる。エモートは同年の年末まで入手可能だった。

## ミュージックビデオ
「LOVE SCENARIO」のミュージックビデオは2018年1月25日にYouTubeにて公開された。2021年5月24日、YouTube再生回数が5億回を超えた。2025年5月現在で再生回数が7億回を超えている。

## チャート成績

### 週間チャート
| チャート (2018年)                  | 最高位 |
| ---------------------------------- | ------ |
| 中国 (QQ Music Single Chart)       | 10     |
| 韓国 (Gaon)                        | 1      |
| US World Digital Songs (Billboard) | 4      |

### 年間チャート
| チャート (2017年) | 順位 |
| ----------------- | ---- |
| 韓国 (Gaon)       | 1    |

## 収録アルバム
| 曲名                    | 収録アルバム | 備考                      |
| ----------------------- | ------------ | ------------------------- |
| LOVE SCENARIO -JP Ver.- | RETURN       | iKONの日本2ndフルアルバム |
| LOVE SCENARIO -JP Ver.- | NEW KIDS     | iKONの日本3rdフルアルバム |

| 曲名          | 収録アルバム        | 備考                      |
| ------------- | ------------------- | ------------------------- |
| LOVE SCENARIO | RETURN -KR EDITION- | iKONの韓国2ndフルアルバム |
| LOVE SCENARIO | RETURN              | iKONの日本2ndフルアルバム |
| LOVE SCENARIO | NEW KIDS            | iKONの日本3rdフルアルバム |